# انحلال (حقوق)
انحلال در حقوق چندین معنا و کاربرد دارد.
انحلال آخرین مرحله تصفیه شرکت است که طی این فرایند، یک عمر شرکت یا بخشی از آن به پایان رسیده و اموال و دارایی آن بازتوزیع می‌شود.
انحلال یک شرکت تضامنی نخستین مرحله پایان همکاری و شراکت در این نوع شرکت‌هاست.
انحلال به معنای پایان یک قرارداد یا رابطه قانونی نیز به‌کار می‌رود؛ مثلاً طلاق به معنای انحلال پیمان ازدواج است.
انحلال در حقوق بین‌الملل به معنای فروپاشی یک کشور یا سرزمین به واحدهای کوچک‌تر و پایان قدرت سیاسی آن کشور یا قلمرو است. فروپاشی اتحاد جماهیر شوروی و تقسیم آن به کشورهای پساشوروی نمونه‌ای از این مورد است.